# آپاچی اوپن‌آفیس
آپاچی اپن‌آفیس(AOO) (با اپن‌آفیس.اوآرجی اشتباه نشود) یک مجموعه اداری متن باز است که بنیاد نرم‌افزار آپاچی آن را توسعه می‌دهد. بستهٔ نرم‌افزاری آپاچی اُپن‌آفیس مجموعه‌ای از نرم‌افزارهای اداری است که در سیستم‌عامل های گوناگونی مانند مایکروسافت ویندوز، گنو/لینوکس، مک اواس و سولاریس در دسترس است. این مجموعه رقیب مهمی برای برنامه‌های آفیس شرکت مایکروسافت شمرده شده و با قالب پرونده‌های آفیس مایکروسافت نیز سازگار است.
آپاچی اپن‌آفیس یک مجموعه نرم‌افزار متن‌باز است که تحت مجوز نسخه ۲٫۰ آپاچی منتشر می‌شود. این نرم‌افزار ادامه‌ای بر مجموعه نرم‌افزار آزاد اپن‌آفیس است که توسعه آن در سال ۲۰۱۱ متوقف شد.

## پیشینه
کد منبع پروژه اُپن آفیس در ژوئن سال ۲۰۰۰ میلادی بر روی شبکه اینترنت منتشر شد و مجموعه StarOffice از نسخه ۶٫۰ به بعد بر پایه کد توسعه یافته OO.o بنا شده‌است. مجموعه نرم‌افزارهای اداری StarOffice حاصل کار شرکت آلمانی StarDivision بود که در اواسط دهه ۱۹۸۰ میلادی تأسیس شده و مجموعه اداری آن در اوت ۱۹۹۹ توسط شرکت Sun Microsystems خریداری شد. شرکت Sun تا نسخه ۵٫۲ به توسعه مستقل StarOffice ادامه داد و پس از آن کد متن StarOffice را به‌صورت اپن سورس و با نام OpenOffice.org منتشر نمود. نخستین نسخه پایدار OO.o یعنی نسخه ۱٫۰ در نخستین روز ماه می سال ۲۰۰۲ منتشر شد و آخرین نسخه پایدار و بتای آن در سال ۲۰۱۱ منتشر شدند، از آنجایی که اپن‌آفیس یک نرم‌افزار آزاد بود بنیاد نرم‌افزار آپاچی به توسعه آن ادامه داد و نسخه بعدی آن را با شماره ۳٫۴٫۰ در می ۲۰۱۲ منتشر کرد و توسعه آن درجریان است.

## نرم‌افزارها
آپاچی اپن آفیس مجموعه‌ای از چند برنامه است که به طور یکپارچه ویژگی‌هایی را که از یک نرم‌افزار اداری انتظار داریم برمی‌آورند. بسیاری از این برنامه‌ها جوری ساخته شده‌اند تا شبیه برنامه‌های همانندشان در مایکروسافت آفیس باشند.
|  | Writer  | واژه‌پردازی که شبیه مایکروسافت ورد است و امکانات و ابزارهایش با آن قابل مقایسه است. این واژه‌پرداز می‌تواند بدون نیاز به هیچ نرم‌افزار اضافه‌ای مستقیماً خروجی PDF بسازد. همچنین می‌توان با آن صفحات وب را ساخت و ویراست. |
|  | Calc    | نرم‌افزار صفحه‌گسترده‌ای شبیه مایکروسافت اکسل که توانایی‌هایش تقریباً با اکسل برابر است. برخی از ویژگی‌های Calc را اکسل ندارد؛ مثلاً Calc می‌تواند آرایه‌ای از نمودارها را به طور خودکار و با استفاده از داده‌های کاربر بسازد. همچنین می‌توان با آن مستقیماً خروجی PDF ساخت. |
|  | Impress | نرم‌افزاری شبیه مایکروسافت پاورپوینت برای نمایش اسلاید که می‌تواند خروجی فلش (SWF) بسازد و این خروجی را می‌توان در هر رایانه‌ای که Flash Player روی آن نصب است نمایش داد. همچنین می‌توان خروجی‌های PDF ساخت و نیز پرونده‌های ppt پاورپوینت را گشود. کمبود مهم این برنامه این است که طراحی‌های ازپیش‌آماده برای ساختن اسلاید را ندارد. هرچند که این طرح‌ها را در اینترنت به راحتی می‌توان یافت. |
|  | Base    | برنامهٔ پایگاه داده شبیه مایکروسافت اکسس. نرم‌افزار Base می‌تواند پایگاه داده بسازد یا تغییر دهد، و برای دسترسی آسان کاربر به داده‌ها فرم و گزارش بسازد. این برنامه را می‌توان با سامانه‌های گوناگون پایگاه داده مانند پایگاه دادهٔ اکسس (JET)، داده‌های ODBC و مای‌اس‌کیوال و پست‌گر اس‌کیوال به کار برد. این برنامه از نسخهٔ ۲٫۰ اپن آفیس به این مجموعه افزوده شد.                             |
|  | Draw    | نرم‌افزار ویرایش تصاویر برداری که توانایی‌هایش شبیه نسخه‌های آغازین برنامهٔ CorelDraw است. با آن می‌توان تصاویری شبیه فلوچارت و… را ساخت. |
|  | Math    | ابزاری برای نوشتن و ویراستن فرمول‌های ریاضی شبیه Equation Editor مایکروسافت. این فرمول‌ها را می‌توان به نوشتارهای دیگر در اپن آفیس چسباند. این برنامه می‌تواند خروجی PDF یا مث‌ام‌ال هم بسازد. |

## قالب‌های پشتیبانی‌شده
قالب پیش‌فرض پرونده‌هایی که آپاچی اپن‌آفیس می‌سازد OpenDocument یا همان سندباز (اودی‌اف) است. قالب ODF استاندارد رسمی سازمان جهانی استاندارد برای ذخیره‌سازی پرونده‌های اداری نیز هست و اپن آفیس پیشگام به‌کارگیری آن بوده‌است. آپاچی اپن‌آفیس همچنین می‌تواند بسیاری از قالب‌های نرم‌افزارهای دیگر را بخواند و بنویسد، مانند وردپرفکت، مایکروسافت ورکس، RTF، و از همه مهم‌تر قالب‌های نرم‌افزار آفیس شرکت مایکروسافت. از نسخهٔ ۳ ویژگی خواندن پرونده‌های قالب آفیس ۲۰۰۷ مایکروسافت نیز به این مجموعه افزوده شده‌است.

## پروژه‌های مرتبط با اپن‌آفیس

### اکسیژن‌آفیس
اکسیژن‌آفیس (OxygenOffice) نسخهٔ بهبودداده‌شدی از اپن آفیس است که قالب‌ها و طرح‌های ازپیش‌آمادهٔ بسیار زیادی را برای نوشتن نامه‌ها و طراحی اسلایدها و صفحه‌گسترده در اختیار کاربر می‌گذارد. این پروژه همچنین شامل تعداد بسیار زیادی تصویر و نگاره برای استفاده در محیط اپن آفیس است.

### افزونه‌های اپن آفیس
اپن آفیس از نسخهٔ ۲٫۰٫۴ خود می‌تواند مانند فایرفاکس برنامه‌های کوچکی را به نام افزونه (extension) به خود بپذیرد. این افزونه‌ها ویژگی‌های تازه‌ای را به اپن آفیس می‌افزایند. بسیاری از این افزونه‌ها در وب‌گاه رسمی اپن آفیس موجودند.

## پروژه OpenOffice.org و اهمیت آن
در میان نرم‌افزارهای آزاد و اپن سورس پروژه‌های بخصوصی هستند که اهمیت ویژه‌ای دارند. اما در این میان شاید پروژه‌ای چون OpenOffice.org اهمیت ویژه‌ای دارد که با هیچ‌کدام از پروژه‌های دیگر قابل قیاس نیست. شاید بتوان اهمیت این پروژه را در چند مشخصه آن خلاصه کرد:
- OO.o پروژه‌ای بزرگ:

پروژه OpenOffice.org مجموعه‌ای از نرم‌افزارهای اداری اپن سورس است. این مجموعه نرم‌افزارها حجم بزرگی از کد به زبان ++C را شامل می‌شود که آن را به یکی از بزرگ‌ترین پروژه‌های اپن سورس مبدل می‌کند.
- OO.o مجموعه اداری مجانی:

با مراجعه به سایت اپن آفیس می‌توانید نسخه قابل اجرای مناسب برای رایانه خود را به رایگان دریافت کرده و نصب نمایید. هیچ جای دیگری نمی‌توانید یک مجموعه اداری کامل و برای پلتفرم‌های گوناگون را – با رعایت پروانه آن - مجانی بدست آورید.
- OO.o و سطح تماس با کاربرای عادی:

بسیاری از پروژه‌های فعال دنیای اپن سورس و بین نرم‌افزارهای آزاد، یا به کار کاربران فنی رایانه می‌آیند یا درک مفهوم آنها نیاز به آشنایی با تعاریف و خصوصیات فنی نرم‌افزار آزاد یا اپن سورس دارد. در حالی که هر کاربر تازه‌کاری می‌داند که مجموعه اداری چطور نرم‌افزاری است و چه می‌کند. در نتیجه معرفی OOo به عنوان مجموعه‌ای اپن سورس به کاربران عادی رایانه، کاندیدای مناسبی است از آنچه آنان در استفاده از نرم‌افزارهای اپن سورس و آزاد به کف خواهند آورد.
- OO.o و رهایی از وابستگی به MS Office:

نرم‌افزارهای مجموعه OO.o از فرمتهای مخصوص MS Office که مجموعه اداری شرکت Microsoft است پشتیبانی می‌کنند. مجموعه MS Office یکی از مجموعه نرم‌افزارهایی است که کاربران Windowsهای مایکروسافت به شدت به آن وابسته‌اند. خصوصیت سازگاری OO.o با فرمتهای MS Office به این کاربران اجازه می‌دهد تا پرونده‌های خود را به فرمتهای دیگر تبدیل کرده و با سهولت از MS Office به OO.o یا نرم‌افزارهای اداری و دفتری دیگر مهاجرت کنند.
- جامعه کاربران و توسعه‌دهندگان فعال و انتشار نسخه‌های جدید در فواصل زمانی کوتاه:

همچون هر پروژه اپن سورس یا آزاد دیگری مجموعه‌ای بزرگ و فعال از کاربران و توسعه‌دهندگان پروژه OpenOffice.org را دربر گرفته‌اند. این جامعه همیشه در حال بحث دربارهٔ اجزای پروژه، رفع مشکلات کاربران، گزارش ایرادات و ترجمه مستندات و منوهای نرم‌افزارها به زبانهای محلی کاربران است. نتیجه این جنب و جوش آشکار شدن سریع ایرادها و رفع آنها در کوتاه‌ترین زمان ممکن است.